# Miso
Miso (jap. 味噌 miso) – japońska, tradycyjna, gęsta pasta, wytwarzana z soi, soli i starterów fermentacyjnych; w niektórych odmianach dodaje się również inne składniki, jak ryż czy jęczmień. Po ich wymieszaniu miso poddaje się fermentacji przez okres od kilku miesięcy do dwóch lat.

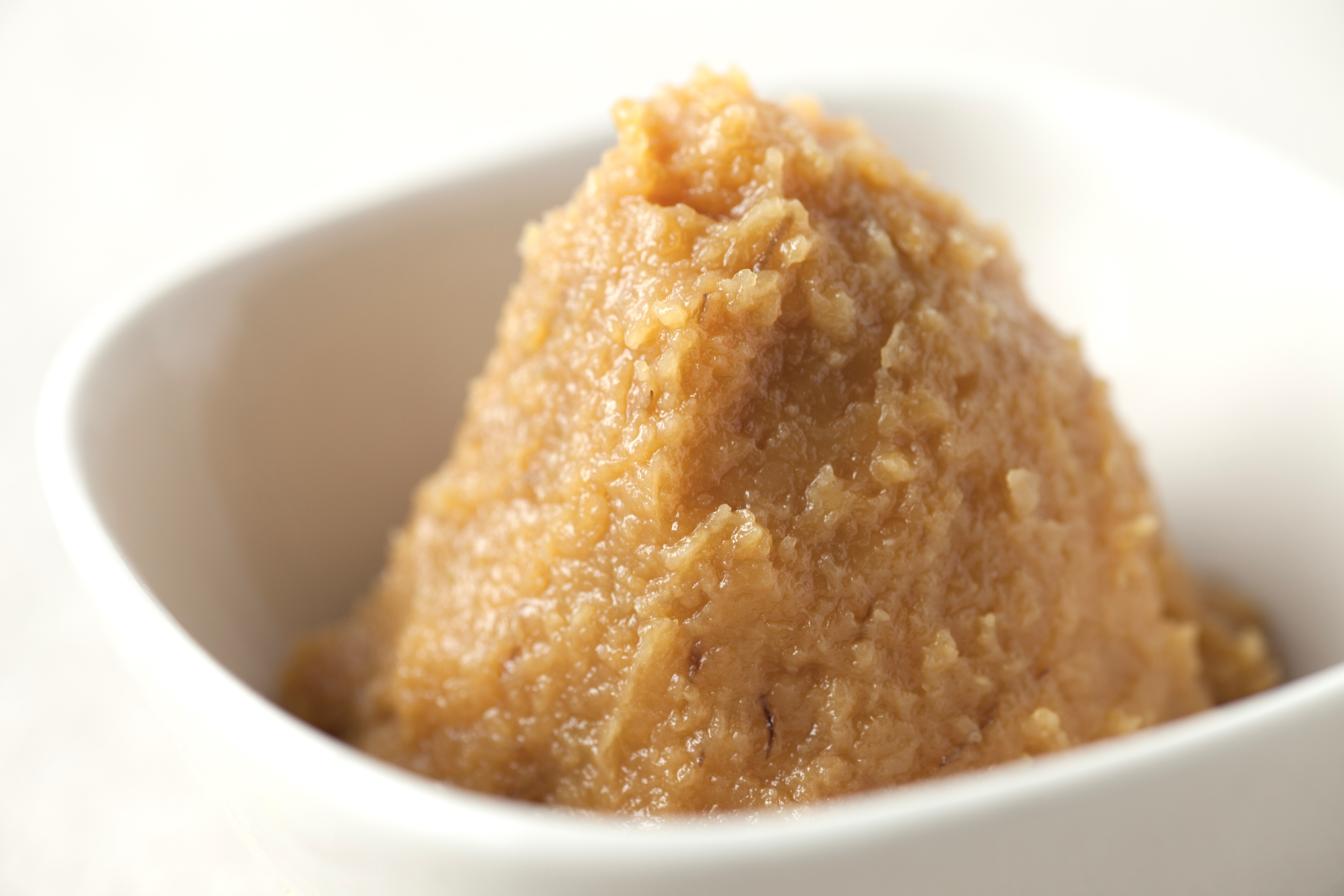
Miso

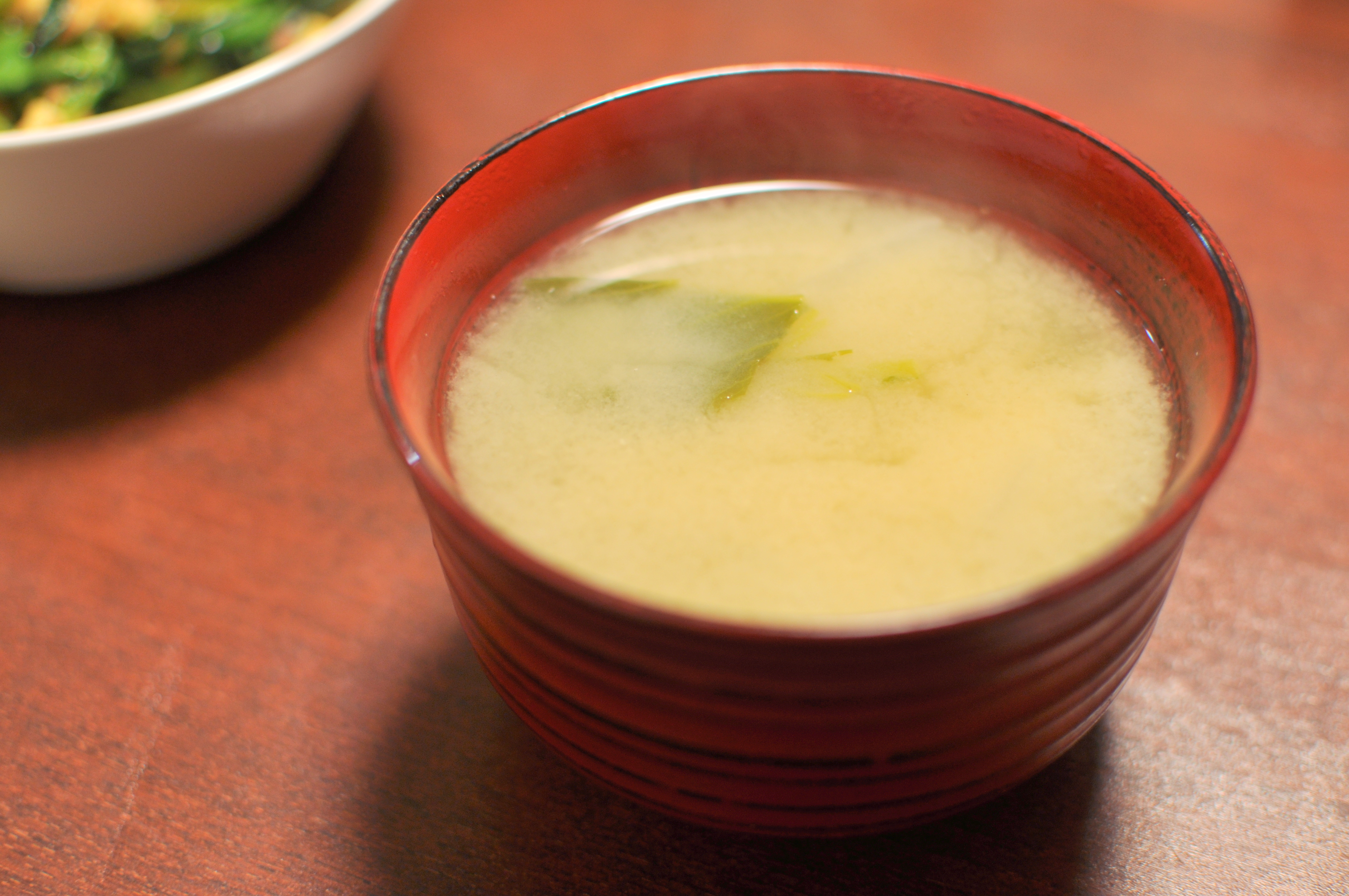
Zupa miso-shiru

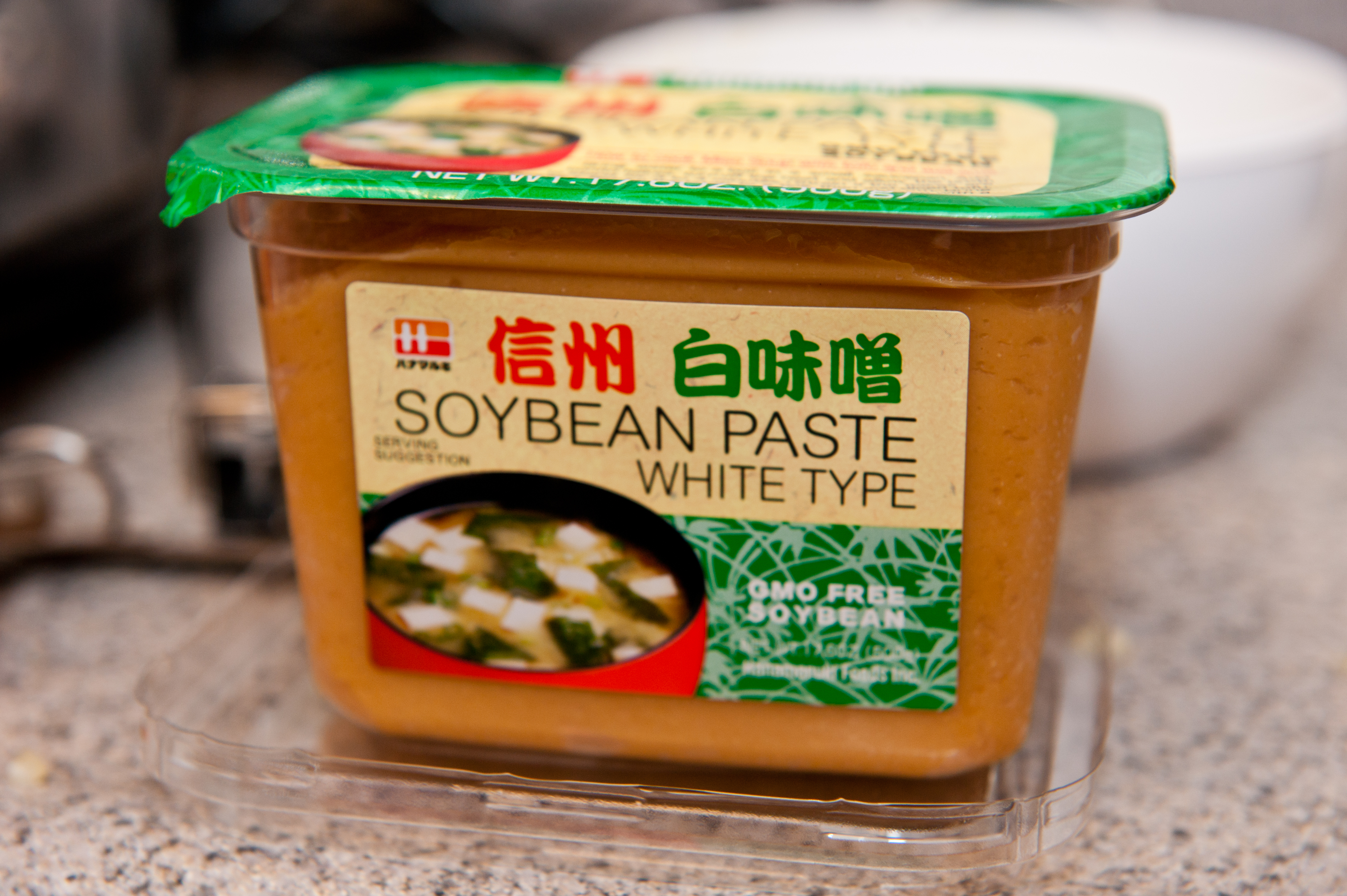
Białe miso w pojemniku

Najczęściej gęsta pasta używana jest do sosów, kiszonych (piklowanych) warzyw lub mięs, a także miksowana z dashi, tworząc miso-shiru (jap. 味噌汁 miso-shiru), popularną w Japonii zupę. 
Dzięki wysokiej zawartości białka oraz bogactwu witamin i substancji mineralnych, miso odgrywała ważną rolę żywieniową w feudalnej Japonii. Obecnie nadal jest bardzo rozpowszechniona zarówno w tradycyjnej kuchni japońskiej, jak i w nowoczesnym żywieniu. Miso jest przeważnie słona, lecz smak i aromat zależą od wielu czynników i składników użytych w procesie fermentacji. 
W Japonii istnieją cztery główne odmiany miso. Jak wspomniano powyżej, niektóre rodzaje miso mają dodatek ziarna. To sprawia, że są cztery odmiany: ryżowe, pszenne/jęczmienne, z fasoli, mieszane. Większość należy do kategorii ryżowej, co stanowi 80% całej produkcji. Miso z pszenicy/jęczmienia jest często wytwarzane w południowych prefekturach, podczas gdy miso z fasoli jest widoczne w centralnych obszarach, jak Nagoja. Mieszane miso odnosi się do każdego miso, które jest kombinacją trzech powyższych lub miso, które nie jest sklasyfikowane jako zawierające ryż, pszenicę/jęczmień lub fasolę.
Miso jest rozróżniane także według wyglądu. Ostateczny kolor zwykle należy do jednej z trzech kategorii: czerwone, w jasnym kolorze, białe. Kolor zależy od wielu czynników, w tym użytej soi, ilości dodanego kōji (startera fermentacyjnego), a nawet tego, czy całość była mieszana podczas fermentacji.